# Lost Universe
Lost Universe (ロスト・ユニバース?, Rosuto Yunibāsu) è una serie di light novel scritta da Hajime Kanzaka e illustrata da Shoko Yoshinaka. Essa è stata serializzata sulla rivista Dragon Magazine dal 1992 al 1999 e in seguito raccolta in 5 volumi da Fujimi Shobō sotto l'etichetta Fujimi Fantasia Bunko.
Dalla serie è stato tratto un manga, firmato da Shoko Yoshinaka e pubblicato da Kadokawa Shoten su Comic Dragon Jr. da dicembre 1997 a novembre 2002. L'edizione italiana è stata curata da Planet Manga e pubblicata tra il 1999 e il 2000. Un adattamento anime di 26 episodi è stato mandato in onda in Giappone dal 3 aprile al 25 settembre 1998 su TV Tokyo; in Italia è stato distribuito in DVD da Shin Vision nel 2003 e trasmesso su Italia Teen Television dal 1º al 26 marzo 2004 e in chiaro su Italia 1 Plus dal 24 luglio 2006.

## Trama
Kane Blueriver è un Trouble Contractor, cioè accetta di effettuare dei lavoretti per conto dell'ispettore Rail della polizia spaziale, ed è proprio per uno di questi lavori che si imbatte in una giovane molto carina di nome Mileniam Feria Nocturne, un'investigatrice allergica agli uomini che per colpa di Kain perde il proprio posto di lavoro; ecco allora, che la coppia si unisce e Milly decide di trasferirsi sulla Sword Breaker, l'astronave spaziale che Kain ha ereditato da sua nonna. La Sword Breaker è un'astronave misteriosa, antica e dalle risorse energetiche fenomenali, è proprio intorno a questo gioiello della scienza e della tecnica spaziale che si nascondono molti misteri, che forse solo Canal, il computer di bordo dalle dolci sembianze femminili conosce veramente.

## Personaggi

Copertina del secondo volume dell'edizione italiana del manga, raffigurante i personaggi della serie. Da sinistra verso destra: Milly, Kane e Canal

Kane Blueriver (カイン・ブルーリバー?, Kain Burūribaa)
Doppiato da: Souichirou Hoshi (ed. giapponese), Massimo Di Benedetto (ed. italiana)
Personaggio principale della serie. Il suoo hobby è collezionare mantelli; a parte questo ha una passione per il caffè e la Coca-Cola ghiacciata. Di lavoro è un "trouble contractor", cioè accetta di effettuare lavoretti per la polizia spaziale. È un abile spadaccino, ed impugna una "Psyblade", una spada che trasforma l'energia psichica del proprietario in una lama di grado ti tagliare pressoché qualsiasi materiale. È il comandante della nave spaziale "Sword Breaker", ereditata dalla nonna.
Canal Vorfeed (キャナル・ヴォルフィード?, Kyanaru Vorufiido)
Doppiata da: Megumi Hayashibara (ed. giapponese), Federica Valenti (ed. italiana)
Personificazione olografica del computer di bordo della "Sword Breaker". Si diverte a collezionare novità, e a potenziare le armi di bordo. Può apparire usando due diverse sembianze. Una è quella di una donna adulta, che usava quando la Sword Breaker era in mano ad Alice, la nonna di Kane, e una è l'attuale. Essendo collegata al computer di bordo, non può allontanarsi più di tanto dalla nave.
Millennium Feria Nocturne (Milly) (ミレニアム・フェリア・ノクターン?, Mireniamu Feria Nokutaan)
Doppiata da: Kyoko Tsuruno (ed. giapponese), Marcella Silvestri (ed. italiana)
All'inizio della storia, Milly era una detective dell'agenzia investigativa Rolen. Ma per colpa di Kane è stata licenziata e quindi è diventata un membro dell'equipaggio della Sword Breaker. Anche se non è molto sveglia, è un'abilissima tiratrice nonché un'ottima cuoca. Milly è una nipote di Star Gazer, uno dei membri del Nightmare, l'organizzazione a cui Kane dà la caccia.
 Rail Claymore (レイル・フレイマー?, Reiru Fureimā)
Doppiato da: Hikaru Midorikawa (ed. giapponese), Giorgio Bonino (ed. italiana)
Rail lavora nella divisione di pubblica sicurezza (Universal Guardian). È uno di quelli che danno sempre lavoro a Kane (che infatti lo odia), e crea soltanto confusione. La sua debolezza sono le belle ragazze.
Neena Marcury (ニーナ・メルキオーレ?, Nīna Merukiōre)
Doppiata da: Masami Suzuki (ed. giapponese), Elisabetta Spinelli (ed. italiana)
Assistente di Rail, anche se i suoi compiti sono limitati a fare il te, eseguire consegne e altre cose semplici. Ha una cotta per Rail. Tende a distruggere o mandare in cortocircuito ogni oggetto elettronico con il quale entra in diretto contatto, tra cui Canal.
Albert von StarGazers (アルバート・ヴァン・スターゲイザー?, Arubāto vuan SutāGeizā)
Doppiato da: Jouji Nakata (ed. giapponese), Enrico Bertorelli (ed. italiana)
È il comandante dell'associazione criminale Nightmare. Egli era il fratello di Alicia Blueriver, nonna di Kane, e fu contro di lui che essa dovette usare il Codice Finale della SwordBreaker, perdendo la vita. In seguito, viene ucciso dallo Spargitore di Tenebre.
Spargitore di Tenebre (Spreader of Darkness) (闇を撒くもの デュグラディグドゥ?, Dāku Sutā Dyuguradigudu)
Doppiato da: Yasunori Matsumoto (ed. giapponese), Luca Bottale (ed. italiana)
Egli è il clone di StarGazers, ed ospita l'anima di Dark Star. Sembra aver ereditato la bravura nell'uso della PsyBlade da StarGazers in persona. Totalmente malvagio, ucciderà StarGazers appena cesserà di essergli utile.
Roy Glen (Guren-Oh) (紅蓮翁?, Guren Okina)
Doppiato da: Chafūrin (ed. giapponese), Antonio Paiola (ed. italiana)
Uno dei sottoposti di StarGazers. La sua ossessione è quella di eliminare Kane BLueriver e la SwordBreaker. A causa dei suoi ripetuti insuccessi, verrà assorbito dalla Lost Ship Nezard.
Carly (カーリー?, Kārī)
Doppiata da: Michiko Neya (ed. giapponese), ? (ed. italiana)
Una dei sottoposti di StarGazers. Nutre un enorme rispetto e ammirazione, che sembra quasi sfociare in attrazione, verso lo Spargitore di Tenebre. Sicaria, ama dare la caccia alle "prede" migliori, tra cui Kane Blueriver. Incontra la morte a bordo della Lagudo-Methegiss, in uno scontro con la SwordBreaker, venendo assorbita dalla propria Lost Ship.

## Media

### Light lovel
La serie di light novel è stata scritta da Hajime Kanzaka, illustrata da Shoko Yoshinaka e serializzata sulla rivista Dragon Magazine dal 1992 al 1999 dall'editore Fujimi Shobō sotto l'etichetta Fujimi Fantasia Bunko. In seguito la stessa azienda ha raccolto i vari capitoli pubblicandoli dal 3 dicembre 1992 al 16 aprile 1999 per un totale di cinque volumi.

#### Volumi
| Nº | Titolo italiano (traduzione letterale) Giapponese 「Kanji」 - Rōmaji | Data di prima pubblicazione            | Data di prima pubblicazione |
| Nº | Titolo italiano (traduzione letterale) Giapponese 「Kanji」 - Rōmaji | Giapponese                             |                             |
| 1  | Sveglia fantasia 「幻夢目覚める」 - Maboroshi yume mezameru          | 3 dicembre 1992 ISBN 978-4-82-912478-9 |                             |
| 2  | Yōmu si contorce 「妖夢蠢く」 - Yōmu ugomeku                         | 6 agosto 1993 ISBN 978-4-82-912516-8   |                             |
| 3  | Incubo 「凶夢ざわめく」 - Kyō yume zawameku                          | 20 aprile 1994 ISBN 978-4-82-912563-2  |                             |
| 4  | Nasce un incubo 「悪夢生まれる」 - Akumu umareru                     | 13 aprile 1998 ISBN 978-4-82-912809-1  |                             |
| 5  | Quando finisce l'oscurità 「闇 終わるとき」 - Yami owaru toki        | 16 aprile 1999 ISBN 978-4-82-912881-7  |                             |

### Manga
Un adattamento manga ad opera di Shoko Yoshinaka è stato serializzato dal dicembre 1997 al novembre 2002 sulla rivista Comic Dragon Jr. edita da Kadokawa Shoten. I vari capitoli sono stati poi raccolti in tre volumi tankōbon pubblicati tra il 6 aprile 1998 ed il 30 novembre 1999.
In Italia la serie è stata pubblicata da Panini Comics sotto l'etichetta Planet Manga nella collana Manga Top dal 1º agosto 1999 al 23 ottobre 2000 scindendo ogni volume in due parti, portando così il numero a sei.
Il manga si discosta sia dalle light novel che dall'anime, apportando diversi cambiamenti, tra cui l'assenza dei personaggi di Carly e Roy Glen che vengono sostituiti da altri sicari di importanza secondaria, StarGazers combatte contro Kane, mentre lo Spargitore di Tenebre viene ucciso da Milly. Inoltre fa la sua comparsa un nuovo personaggio chiamato Anis, una bambina in grado di amplificare od annullare la Psy-Energy nelle persone a lei vicine, a seconda del proprio stato d'animo. Essa è, in realtà, una clone modificata della nonna di Kane.

#### Volumi
| 1 | 1-2 | 6 aprile 1998 | ISBN 978-4-04-712157-7 | 1º agosto 1999 1º settembre 1999 |
| 1 | 1-2 | Capitoli - Lost 1. Start - Lost 2. Encounter - Lost 3. Air Battle - Lost 4. Prelude - Lost 5. Air Battle II - Lost EX. Preview                                                 |                        |                                  |
| 2 | 3-4 | 29 gennaio 1999 | ISBN 978-4-04-712185-0 | 27 febbraio 2000 30 marzo 2000   |
| 2 | 3-4 | Capitoli - Lost 6. Piano Man - Lost 7. Piano Man II - Lost 8. Vendetta - Lost 9. Drift - Lost 10. Company - Lost 11. Encounter II - Lost 12. Approach - Lost 13. Encounter III |                        |                                  |
| 3 | 5-6 | 30 novembre 1999 | ISBN 978-4-04-712206-2 | 9 ottobre 2000 23 ottobre 2000   |
| 3 | 5-6 | Capitoli - Lost 14. Debug - Lost 15. Return Home - Lost 16. Sacrifice - Lost 17. Sacrifice II - Lost 18. Mental - Lost 19. The Last - Lost 20. The End                         |                        |                                  |

### Anime

Logo della serie anime

Un adattamento anime prodotto dallo studio d'animazione E&G FILMS e diretto da Takashi Watanabe, è stato trasmesso in Giappone su TV Tokyo dal 3 aprile al 25 settembre 1998 per un totale di 26 episodi.
In Italia la serie è stata pubblicata inizialmente da Shin Vision in DVD da maggio 2003 ad aprile 2004 per poi essere trasmesso su Italia Teen Television dal 1º al 26 marzo 2004 e riproposto in chiaro su Italia 1 Plus dal 24 luglio 2006.

#### Episodi
| Nº | Titolo italiano Giapponese 「Kanji」 - Rōmaji                             | In onda           | In onda       |
| Nº | Titolo italiano Giapponese 「Kanji」 - Rōmaji                             | Giapponese        | Italiano      |
| 1  | Il primo incontro 「光刃(ひかりのやいば)輝く」 - Hikari no yaiba kagayaku | 3 aprile 1998     | 1º marzo 2004 |
| 2  | Una manovra eccezionale 「女神翔ぶ」 - Megami tobu                        | 10 aprile 1998    | 2 marzo 2004  |
| 3  | Operazione testimone 「厨房踊る」 - Chuubou odoru                         | 17 aprile 1998    | 3 marzo 2004  |
| 4  | Bellezze al sole 「ヤシガニ屠る」 - Yashigane hofuru                      | 24 aprile 1998    | 4 marzo 2004  |
| 5  | Trappola nel deposito 「光炎轟く」 - Kouen todoroku                       | 1º maggio 1998    | 5 marzo 2004  |
| 6  | Rivalità pericolosa 「駄天使疾る」 - Datenshi hashiru                     | 8 maggio 1998     | 6 marzo 2004  |
| 7  | Scacco matto 「棋士まみえる」 - Kishima mieru                             | 15 maggio 1998    | 7 marzo 2004  |
| 8  | Affinità elettronica 「ニーナ窮す」 - Neena kyuusu                        | 22 maggio 1998    | 8 marzo 2004  |
| 9  | Che confusione! 「厠消ゆ」 - Kawaya Kiyu                                  | 29 maggio 1998    | 9 marzo 2004  |
| 10 | Tentare per vincere 「流浪決する」 - Rurou kessuru                        | 5 giugno 1998     | 10 marzo 2004 |
| 11 | Addio, amico mio 「朋友散る」 - Houyuu chiru                              | 12 giugno 1998    | 11 marzo 2004 |
| 12 | Fine di una minaccia 「涙雨果てる」 - Namidaame hateru                    | 19 giugno 1998    | 12 marzo 2004 |
| 13 | La casa dei ricordi 「追憶巡る」 - Tsuioku meguru                         | 26 giugno 1998    | 13 marzo 2004 |
| 14 | Per vincere la paura 「恐怖ささやく」 - Kyoufu sasayaku                   | 3 luglio 1998     | 14 marzo 2004 |
| 15 | Trasportatore di materia 「悪夢現る」 - Akumu arawaru                     | 10 luglio 1998    | 15 marzo 2004 |
| 16 | Ritorno a casa 「ミリィ欲する」 - Milly hossuru                           | 17 luglio 1998    | 16 marzo 2004 |
| 17 | L'ispettore trema 「警部ブッ飛ぶ」 - Keibu buttobu                        | 24 luglio 1998    | 17 marzo 2004 |
| 18 | Una nuova minaccia 「無頼流れる」 - Burai nagareru                        | 31 luglio 1998    | 18 marzo 2004 |
| 19 | Il richiamo delle tenebre 「闇 誘（いざな）う」 - Yami izanau             | 7 agosto 1998     | 19 marzo 2004 |
| 20 | Momenti difficili 「想い届かず」 - Omoi todokazu                          | 14 agosto 1998    | 20 marzo 2004 |
| 21 | Non sono un perdente 「氷原燃える」 - Hyougen moeru                       | 21 agosto 1998    | 21 marzo 2004 |
| 22 | Il mistero è svelato 「宿命紡ぐ」 - Shukumei tsumugu                      | 28 agosto 1998    | 22 marzo 2004 |
| 23 | La potenza del cannone gravitazionale 「阿修羅来たる」 - Ashura kitaru    | 4 settembre 1998  | 23 marzo 2004 |
| 24 | Una decisione estrema! 「乙女還る」 - Otome kaeru                         | 11 settembre 1998 | 24 marzo 2004 |
| 25 | L'ultima chiave 「聖魔相撃つ」 - Sei ma aiutsu                            | 18 settembre 1998 | 25 marzo 2004 |
| 26 | La resa dei conti 「そして…光刃輝く」 - Soshite... koujin kagayaku!       | 25 settembre 1998 | 26 marzo 2004 |

### Colonna sonora
- Infinity cantata da Megumi Hayashibara (apertura)
- Extrication cantata da Megumi Hayashibara (chiusura)

Nell'edizione italiana sono mantenute le sigle originali.